# János Víg
János Víg, noto anche come János Wilhelm (13 ottobre 1907 – 1949), è stato un calciatore ungherese, di ruolo centrocampista.

## Palmarès

### Giocatore

#### Competizioni nazionali
- Campionato ungherese: 3

Újpest: 1929-1930, 1930-1931, 1932-1933

#### Competizioni internazionali
- Coppa dell'Europa Centrale: 1

Újpesti FC: 1929
- Coupe des Nations: 1

Újpest: 1930